# Kleine Combéweg
De Kleine Combéweg in Paramaribo is een straat die vernoemd is naar de wijk Combé. Ze vertrekt oostwaarts bij de zuidoosthoek van het Onafhankelijkheidsplein en gaat vanaf de Wakapasi over in de Kleine Waterstraat. Vanaf de noordelijke hoek van het Onafhankelijkheidsplein vertrekt de Grote Combéweg. De straat wordt door UNESCO gerekend tot de historische binnenstad.

## Noordzijde
Aan de noordzijde bevinden zich een inrit van het Presidentieel Paleis, de buste van Trefossa, het Directoraat Bestuurlijke en Administratieve Aangelegenheden van het Kabinet van de President, het standbeeld van Henck Arron en de Palmentuin.

## Zuidzijde
Aan de zuidzijde van de Kleine Combéweg bevinden zich de buste van Titus van Asch van Wijck, de afslagen naar de Abraham Crijnssenweg en Zeelandiaweg, de ruïne van het Gebouw 1790, het Kabinet van de President met daarvoor het standbeeld van Mama Sranan en het standbeeld van Baba en Mai.
Het standbeeld van Baba en Mai staat nabij het voormalige Koeliedepot Aan de Kleine Waterstraat, waar sinds 1962 de hotels van de Torarica Group staan.

## Gedenktekens
Hieronder volgt een overzicht van de gedenktekens in de straat:
| Onderwerp                  | Type               | Kunstenaar           | Onthulling | Locatie                       | Omschrijving                                        |
| -------------------------- | ------------------ | -------------------- | ---------- | ----------------------------- | --------------------------------------------------- |
| Buste Van Asch van Wijck   | buste              | Charles van Wijk     | 1904       | hoek Zeelandiaweg             | Titus van Asch van Wijck, gouverneur                |
| Mama Sranan                | beeldengroep       | Jozef Klas           | 1965       | voor Kabinet van de President | vijf bevolkingsgroepen                              |
| Baba en Mai                | standbeelden       | Krishnapersad Khedoe | 1994       | naast Sommelsdijkse Kreek     | Hindoestaanse immigratie                            |
| Buste van Trefossa         | buste              | Erwin de Vries       | 2012       | hoek Onafhankelijkheidsplein  | Trefossa, grondlegger Surinaamse poëzie             |
| Standbeeld van Henck Arron | standbeeld en tuin | Erwin de Vries       | 2008       | voor Palmentuin               | Henck Arron, premier en nastrever onafhankelijkheid |